# یواس‌اس ویلهویت (دی‌یی-۳۹۷)
یواس‌اس ویلهویت (دی‌یی-۳۹۷) (به انگلیسی: USS Wilhoite (DE-397)) یک کشتی بود که طول آن ۳۰۶ فوت (۹۳ متر) بود. این کشتی در سال ۱۹۴۳ ساخته شد.